# 罗斯豪普滕
罗斯豪普滕是德国巴伐利亚州的一个市镇。总面积39.05平方公里，总人口2125人，其中男性1040人，女性1085人（2011年12月31日），人口密度54人/平方公里。